# Сатурн (премия, 2015)
41-я церемония вручения наград премии «Сатурн» за заслуги в области фантастики, фэнтези и фильмов ужасов за 2014 год состоялась 25 июня 2015 года в городе Бербанк (Калифорния, США). Номинанты были объявлены 3 марта 2015 года.

## Список лауреатов и номинантов
Лауреаты указаны первыми, выделены жирным шрифтом и  отдельным цветом. 

### Игровое кино
Количество наград/номинаций:
- 6/11: «Интерстеллар»
- 0/11: «Первый мститель: Другая война»
- 4/9: «Стражи Галактики»
- 0/8: «Планета обезьян: Революция»
- 2/7: «Хоббит: Битва пяти воинств»
- 1/7: «Грань будущего»
- 0/5: «Чем дальше в лес» / «Люди Икс: Дни минувшего будущего»
- 0/4: «Бёрдмэн» / «Отель „Гранд Будапешт“» / «Малефисента»
- 2/3: «Дракула»
- 1/3: «Стрингер» / «Одержимость»
- 0/3: «Бабадук»
- 2/2: «Исчезнувшая»
- 1/2: «Несломленный»
- 0/2: «Годзилла» / «Голодные игры: Сойка-пересмешница. Часть 1» / «Великий уравнитель» / «Гость» / «Исход: Цари и боги» / «Врождённый порок» / «Как приручить дракона 2»
- 1/1: «Лего. Фильм» / «Теория всего»

| Категория                                                              | Лауреаты и номинанты                                                                              |
| ---------------------------------------------------------------------- | ------------------------------------------------------------------------------------------------- |
| Лучший научно-фантастический фильм                                     | • Интерстеллар / Interstellar                                                                     |
| Лучший научно-фантастический фильм                                     | • Планета обезьян: Революция / Dawn of the Planet of the Apes                                     |
| Лучший научно-фантастический фильм                                     | • Грань будущего / Edge of Tomorrow                                                               |
| Лучший научно-фантастический фильм                                     | • Годзилла / Godzilla                                                                             |
| Лучший научно-фантастический фильм                                     | • Голодные игры: Сойка-пересмешница. Часть 1 / The Hunger Games: Mockingjay — Part 1              |
| Лучший научно-фантастический фильм                                     | • Теорема Зеро / The Zero Theorem                                                                 |
| Лучший фильм-фэнтези                                                   | • Хоббит: Битва пяти воинств / The Hobbit: The Battle of the Five Armies                          |
| Лучший фильм-фэнтези                                                   | • Бёрдмэн / Birdman                                                                               |
| Лучший фильм-фэнтези                                                   | • Отель «Гранд Будапешт» / The Grand Budapest Hotel                                               |
| Лучший фильм-фэнтези                                                   | • Чем дальше в лес / Into the Woods                                                               |
| Лучший фильм-фэнтези                                                   | • Малефисента / Maleficent                                                                        |
| Лучший фильм-фэнтези                                                   | • Приключения Паддингтона / Paddington                                                            |
| Лучший фильм ужасов                                                    | • Дракула / Dracula Untold                                                                        |
| Лучший фильм ужасов                                                    | • Проклятие Аннабель / Annabelle                                                                  |
| Лучший фильм ужасов                                                    | • Бабадук / The Babadook                                                                          |
| Лучший фильм ужасов                                                    | • Рога / Horns                                                                                    |
| Лучший фильм ужасов                                                    | • Выживут только любовники / Only Lovers Left Alive                                               |
| Лучший фильм ужасов                                                    | • Судная ночь 2 / The Purge: Anarchy                                                              |
| Лучший триллер                                                         | • Исчезнувшая / Gone Girl                                                                         |
| Лучший триллер                                                         | • Снайпер / American Sniper                                                                       |
| Лучший триллер                                                         | • Великий уравнитель / The Equalizer                                                              |
| Лучший триллер                                                         | • Гость / The Guest                                                                               |
| Лучший триллер                                                         | • Игра в имитацию / The Imitation Game                                                            |
| Лучший триллер                                                         | • Стрингер / Nightcrawler                                                                         |
| Лучший экшн или приключенческий фильм                                  | • Несломленный / Unbroken                                                                         |
| Лучший экшн или приключенческий фильм                                  | • Исход: Цари и боги / Exodus: Gods and Kings                                                     |
| Лучший экшн или приключенческий фильм                                  | • Врождённый порок / Inherent Vice                                                                |
| Лучший экшн или приключенческий фильм                                  | • Люси / Lucy                                                                                     |
| Лучший экшн или приключенческий фильм                                  | • Ной / Noah                                                                                      |
| Лучший экшн или приключенческий фильм                                  | • Сквозь снег / Snowpiercer                                                                       |
| Лучший фильм, основанный на комиксах (Best Comic Book-to-Film Release) | • Стражи Галактики / Guardians of the Galaxy                                                      |
| Лучший фильм, основанный на комиксах (Best Comic Book-to-Film Release) | • Новый Человек-паук. Высокое напряжение / The Amazing Spider-Man 2                               |
| Лучший фильм, основанный на комиксах (Best Comic Book-to-Film Release) | • Первый мститель: Другая война / Captain America: The Winter Soldier                             |
| Лучший фильм, основанный на комиксах (Best Comic Book-to-Film Release) | • Люди Икс: Дни минувшего будущего / X-Men: Days of Future Past                                   |
| Лучший полнометражный мультфильм                                       | • Лего. Фильм / The Lego Movie                                                                    |
| Лучший полнометражный мультфильм                                       | • Город героев / Big Hero 6                                                                       |
| Лучший полнометражный мультфильм                                       | • Семейка монстров / The Boxtrolls                                                                |
| Лучший полнометражный мультфильм                                       | • Как приручить дракона 2 / How to Train Your Dragon 2                                            |
| Лучший полнометражный мультфильм                                       | • Ветер крепчает / 風立ちぬ (Kaze Tachinu)                                                        |
| Лучший международный фильм (Best International Film Release)           | • Теория всего / The Theory of Everything                                                         |
| Лучший международный фильм (Best International Film Release)           | • Люди и птицы / фр. Bird People                                                                  |
| Лучший международный фильм (Best International Film Release)           | • Голгофа / Calvary                                                                               |
| Лучший международный фильм (Best International Film Release)           | • Форс-мажор / Turist                                                                             |
| Лучший международный фильм (Best International Film Release)           | • Пена дней / L'Écume des jours                                                                   |
| Лучший международный фильм (Best International Film Release)           | • Возмездие / The Railway Man                                                                     |
| Лучший независимый фильм (Best Independent Film Release)               | • Одержимость / Whiplash                                                                          |
| Лучший независимый фильм (Best Independent Film Release)               | • Торжественный финал / Grand Piano                                                               |
| Лучший независимый фильм (Best Independent Film Release)               | • Я — начало / I Origins                                                                          |
| Лучший независимый фильм (Best Independent Film Release)               | • Самый жестокий год / A Most Violent Year                                                        |
| Лучший независимый фильм (Best Independent Film Release)               | • Возлюбленные / англ. The One I Love                                                             |
| Лучший независимый фильм (Best Independent Film Release)               | • Двуликий Янус / The Two Faces of January                                                        |
| Лучший киноактёр                                                       | • Крис Прэтт — «Стражи Галактики» (за роль Питера Квилла / Звёздного Лорда)                       |
| Лучший киноактёр                                                       | • Том Круз — «Грань будущего» (за роль майора/рядового Уильяма Кейджа)                            |
| Лучший киноактёр                                                       | • Крис Эванс — «Первый мститель: Другая война» (за роль Стива Роджерса / Капитана Америки)        |
| Лучший киноактёр                                                       | • Джейк Джилленхол — «Стрингер» (за роль Луи Блума)                                               |
| Лучший киноактёр                                                       | • Майкл Китон — «Бёрдмэн» (за роль Риггана Томсона)                                               |
| Лучший киноактёр                                                       | • Мэттью Макконахи — «Интерстеллар» (за роль Купера)                                              |
| Лучший киноактёр                                                       | • Дэн Стивенс — «Гость» (за роль Дэвида Коллинза)                                                 |
| Лучшая киноактриса                                                     | • Розамунд Пайк — «Исчезнувшая» (за роль Эми Эллиотт-Данн)                                        |
| Лучшая киноактриса                                                     | • Эмили Блант — «Грань будущего» (за роль сержанта Риты Вратаски)                                 |
| Лучшая киноактриса                                                     | • Эсси Дэвис — «Бабадук» (за роль Амелии)                                                         |
| Лучшая киноактриса                                                     | • Энн Хэтэуэй — «Интерстеллар» (за роль Амелии Бренд)                                             |
| Лучшая киноактриса                                                     | • Анджелина Джоли — «Малефисента» (за роль Малефисенты)                                           |
| Лучшая киноактриса                                                     | • Дженнифер Лоренс — «Голодные игры: Сойка-пересмешница. Часть 1» (за роль Китнисс Эвердин)       |
| Лучший киноактёр второго плана                                         | • Ричард Армитидж — «Хоббит: Битва пяти воинств» (за роль Торина Дубощита)                        |
| Лучший киноактёр второго плана                                         | • Джош Бролин — «Врождённый порок» (за роль Кристиана «Бигфута» Бьорнсена)                        |
| Лучший киноактёр второго плана                                         | • Сэмюэл Л. Джексон — «Первый мститель: Другая война» (за роль Ника Фьюри)                        |
| Лучший киноактёр второго плана                                         | • Энтони Маки — «Первый мститель: Другая война» (за роль Сэма Уилсона / «Сокола»)                 |
| Лучший киноактёр второго плана                                         | • Энди Серкис — «Планета обезьян: Революция» (за роль Цезаря)                                     |
| Лучший киноактёр второго плана                                         | • Джей Кей Симмонс — «Одержимость» (за роль Теренса Флетчера)                                     |
| Лучшая киноактриса второго плана                                       | • Рене Руссо — «Стрингер» (за роль Нины Роминой)                                                  |
| Лучшая киноактриса второго плана                                       | • Джессика Честейн — «Интерстеллар» (за роль Мёрф)                                                |
| Лучшая киноактриса второго плана                                       | • Скарлетт Йоханссон — «Первый мститель: Другая война» (за роль Наташи Романофф / «Чёрной вдовы») |
| Лучшая киноактриса второго плана                                       | • Эванджелин Лилли — «Хоббит: Битва пяти воинств» (за роль Тауриэль)                              |
| Лучшая киноактриса второго плана                                       | • Эмма Стоун — «Бёрдмэн» (за роль Сэм)                                                            |
| Лучшая киноактриса второго плана                                       | • Мерил Стрип — «Чем дальше в лес» (за роль ведьмы)                                               |
| Лучший молодой актёр или актриса                                       | • Маккензи Фой — «Интерстеллар» (за роль Мёрф (в 10 лет))                                         |
| Лучший молодой актёр или актриса                                       | • Эль Фэннинг — «Малефисента» (за роль Авроры)                                                    |
| Лучший молодой актёр или актриса                                       | • Хлоя Грейс Морец — «Великий уравнитель» (за роль Тери)                                          |
| Лучший молодой актёр или актриса                                       | • Тони Револори — «Отель „Гранд Будапешт“» (за роль Зеро)                                         |
| Лучший молодой актёр или актриса                                       | • Коди Смит-Макфи — «Планета обезьян: Революция» (за роль Александра)                             |
| Лучший молодой актёр или актриса                                       | • Ной Уайзман — «Бабадук» (за роль Сэмуэла)                                                       |
| Лучший режиссёр                                                        | • Джеймс Ганн за фильм «Стражи Галактики»                                                         |
| Лучший режиссёр                                                        | • Алехандро Гонсалес Иньярриту — «Бёрдмэн»                                                        |
| Лучший режиссёр                                                        | • Даг Лайман — «Грань будущего»                                                                   |
| Лучший режиссёр                                                        | • Кристофер Нолан — «Интерстеллар»                                                                |
| Лучший режиссёр                                                        | • Мэтт Ривз — «Планета обезьян: Революция»                                                        |
| Лучший режиссёр                                                        | • Джо Руссо и Энтони Руссо — «Первый мститель: Другая война»                                      |
| Лучший режиссёр                                                        | • Брайан Сингер — «Люди Икс: Дни минувшего будущего»                                              |
| Лучший сценарий                                                        | • Кристофер Нолан, Джонатан Нолан — «Интерстеллар»                                                |
| Лучший сценарий                                                        | • Стивен Макфили, Кристофер Маркус — «Первый мститель: Другая война»                              |
| Лучший сценарий                                                        | • Кристофер Маккуорри, Джез Баттеруорт, Джон-Генри Баттеруорт — «Грань будущего»                  |
| Лучший сценарий                                                        | • Уэс Андерсон — «Отель „Гранд Будапешт“»                                                         |
| Лучший сценарий                                                        | • Джеймс Ганн, Николь Перлман — «Стражи Галактики»                                                |
| Лучший сценарий                                                        | • Фрэн Уолш, Филиппа Бойенс, Питер Джексон, Гильермо дель Торо — «Хоббит: Битва пяти воинств»     |
| Лучший сценарий                                                        | • Дэмьен Шазелл — «Одержимость»                                                                   |
| Лучшая музыка                                                          | • Ханс Циммер — «Интерстеллар»                                                                    |
| Лучшая музыка                                                          | • Генри Джекман — «Первый мститель: Другая война»                                                 |
| Лучшая музыка                                                          | • Майкл Джаккино — «Планета обезьян: Революция»                                                   |
| Лучшая музыка                                                          | • Александр Деспла — «Годзилла»                                                                   |
| Лучшая музыка                                                          | • Говард Шор — «Хоббит: Битва пяти воинств»                                                       |
| Лучшая музыка                                                          | • Джон Пауэлл — «Как приручить дракона 2»                                                         |
| Лучший монтаж                                                          | • Джеймс Херберт, Лора Дженнингс — «Грань будущего»                                               |
| Лучший монтаж                                                          | • Джеффри Форд, Мэттью Шмидт — «Первый мститель: Другая война»                                    |
| Лучший монтаж                                                          | • Фред Раскин, Хьюз Уинборн, Крэйг Вуд — «Стражи Галактики»                                       |
| Лучший монтаж                                                          | • Ли Смит — «Интерстеллар»                                                                        |
| Лучший монтаж                                                          | • Уильям Голденберг, Тим Скуайрес — «Несломленный»                                                |
| Лучший монтаж                                                          | • Джон Оттман — «Люди Икс: Дни минувшего будущего»                                                |
| Лучшие костюмы                                                         | • Найла Диксон — «Дракула»                                                                        |
| Лучшие костюмы                                                         | • Джэнти Йэтс — «Исход: Цари и боги»                                                              |
| Лучшие костюмы                                                         | • Александра Бирн — «Стражи Галактики»                                                            |
| Лучшие костюмы                                                         | • Коллин Этвуд — «Чем дальше в лес»                                                               |
| Лучшие костюмы                                                         | • Анна Б. Шеппард — «Малефисента»                                                                 |
| Лучшие костюмы                                                         | • Луиз Мингенбах — «Люди Икс: Дни минувшего будущего»                                             |
| Лучшая работа художника-постановщика                                   | • Натан Кроули — «Интерстеллар»                                                                   |
| Лучшая работа художника-постановщика                                   | • Питер Венхам — «Первый мститель: Другая война»                                                  |
| Лучшая работа художника-постановщика                                   | • Джеймс Чинланд — «Планета обезьян: Революция»                                                   |
| Лучшая работа художника-постановщика                                   | • Адам Штокхаузен — «Отель „Гранд Будапешт“»                                                      |
| Лучшая работа художника-постановщика                                   | • Чарльз Вуд — «Стражи Галактики»                                                                 |
| Лучшая работа художника-постановщика                                   | • Деннис Гасснер — «Чем дальше в лес»                                                             |
| Лучший грим                                                            | • Дэвид Уайт, Элизабет Янни-Джорджиу — «Стражи Галактики»                                         |
| Лучший грим                                                            | • Билл Терезакис, Лиза Лав — «Планета обезьян: Революция»                                         |
| Лучший грим                                                            | • Марк Кольер, Дэниэл Филлипс — «Дракула»                                                         |
| Лучший грим                                                            | • Питер Кинг, Рик Финдлейтер, Джино Асеведо — «Хоббит: Битва пяти воинств»                        |
| Лучший грим                                                            | • Питер Кинг, Мэттью Смит — «Чем дальше в лес»                                                    |
| Лучший грим                                                            | • Эдриан Морот, Норма Хилл-Паттон — «Люди Икс: Дни минувшего будущего»                            |
| Лучшие спецэффекты                                                     | • Пол Франклин, Эндрю Локли, Иэн Хантер, Скотт Фишер — «Интерстеллар»                             |
| Лучшие спецэффекты                                                     | • Дэн Делийю, Рассел Эрл, Брайан Грилл, Дэн Судик — «Первый мститель: Другая война»               |
| Лучшие спецэффекты                                                     | • Джо Леттери, Дэн Леммон, Дэниел Барретт, Эрик Уинкист — «Планета обезьян: Революция»            |
| Лучшие спецэффекты                                                     | • Гари Брозенич, Ник Дэвис, Джонатан Фокнер, Мэттью Руло — «Грань будущего»                       |
| Лучшие спецэффекты                                                     | • Стефан Серетти, Николя Айтади, Джонатан Фокнер и Пол Корбоулд — «Стражи Галактики»              |
| Лучшие спецэффекты                                                     | • Джо Леттери, Эрик Сэйндон, Дэвид Клэйтон, Р. Кристофер Уайт — «Хоббит: Битва пяти воинств»      |

### Телевизионные категории
Количество наград/номинаций:
- 3/7: «Ходячие мертвецы»
- 3/6: «Ганнибал»
- 1/4: «Чужестранка»
- 0/4: «Континуум»
- 2/3: «Флэш» / «Игра престолов»
- 0/3: «Агент Картер» / «Американская история ужасов: Фрик-шоу» / «Рухнувшие небеса» / «Библиотекари» / «Штамм»
- 0/2: «Доктор Кто» / «Волчонок» / «Готэм» / «Мотель Бейтса»
- 1/1: «100»

| Категория | Лауреаты и номинанты                                                                         |
| --- | -------------------------------------------------------------------------------------------- |
| Лучший телесериал, сделанный для эфирного телевидения                                                                          | • Ганнибал / Hannibal                                                                        |
| Лучший телесериал, сделанный для эфирного телевидения                                                                          | • Чёрный список / The Blacklist                                                              |
| Лучший телесериал, сделанный для эфирного телевидения                                                                          | • Последователи / The Following                                                              |
| Лучший телесериал, сделанный для эфирного телевидения                                                                          | • Гримм / Grimm                                                                              |
| Лучший телесериал, сделанный для эфирного телевидения                                                                          | • В поле зрения / Person of Interest                                                         |
| Лучший телесериал, сделанный для эфирного телевидения                                                                          | • Сонная Лощина / Sleepy Hollow                                                              |
| Лучший телесериал, сделанный для кабельного телевидения                                                                        | • Ходячие мертвецы / The Walking Dead                                                        |
| Лучший телесериал, сделанный для кабельного телевидения                                                                        | • 12 обезьян / 12 Monkeys                                                                    |
| Лучший телесериал, сделанный для кабельного телевидения                                                                        | • Американская история ужасов: Фрик-шоу / American Horror Story: Freak Show                  |
| Лучший телесериал, сделанный для кабельного телевидения                                                                        | • Континуум / Continuum                                                                      |
| Лучший телесериал, сделанный для кабельного телевидения                                                                        | • Рухнувшие небеса / Falling Skies                                                           |
| Лучший телесериал, сделанный для кабельного телевидения                                                                        | • Салем / Salem                                                                              |
| Лучший телесериал, сделанный для кабельного телевидения                                                                        | • Штамм / The Strain                                                                         |
| Лучший молодёжный телесериал (Best Youth-Oriented Television Series)                                                           | • 100 (Сотня) / The 100                                                                      |
| Лучший молодёжный телесериал (Best Youth-Oriented Television Series)                                                           | • Доктор Кто / Doctor Who                                                                    |
| Лучший молодёжный телесериал (Best Youth-Oriented Television Series)                                                           | • Милые обманщицы / Pretty Little Liars                                                      |
| Лучший молодёжный телесериал (Best Youth-Oriented Television Series)                                                           | • Сверхъестественное / Supernatural                                                          |
| Лучший молодёжный телесериал (Best Youth-Oriented Television Series)                                                           | • Волчонок / Teen Wolf                                                                       |
| Лучший молодёжный телесериал (Best Youth-Oriented Television Series)                                                           | • Дневники вампира / The Vampire Diaries                                                     |
| Лучший супергеройский телесериал (Best Superhero Adaptation Television Series)                                                 | • Флэш / The Flash                                                                           |
| Лучший супергеройский телесериал (Best Superhero Adaptation Television Series)                                                 | • Агент Картер / Agent Carter                                                                |
| Лучший супергеройский телесериал (Best Superhero Adaptation Television Series)                                                 | • Агенты «Щ.И.Т.» / Agents of S.H.I.E.L.D.                                                   |
| Лучший супергеройский телесериал (Best Superhero Adaptation Television Series)                                                 | • Стрела / Arrow                                                                             |
| Лучший супергеройский телесериал (Best Superhero Adaptation Television Series)                                                 | • Константин / Constantine                                                                   |
| Лучший супергеройский телесериал (Best Superhero Adaptation Television Series)                                                 | • Готэм / Gotham                                                                             |
| Лучшая телепостановка (Best Limited Run Television Series)                                                                     | • Игра престолов / Game of Thrones                                                           |
| Лучшая телепостановка (Best Limited Run Television Series)                                                                     | • Мотель Бейтса / Bates Motel                                                                |
| Лучшая телепостановка (Best Limited Run Television Series)                                                                     | • От заката до рассвета / From Dusk till Dawn                                                |
| Лучшая телепостановка (Best Limited Run Television Series)                                                                     | • Последний корабль / The Last Ship                                                          |
| Лучшая телепостановка (Best Limited Run Television Series)                                                                     | • Библиотекари / The Librarians                                                              |
| Лучшая телепостановка (Best Limited Run Television Series)                                                                     | • Чужестранка / Outlander                                                                    |
| Лучший телеактёр | • Хью Дэнси — «Ганнибал» (за роль Уилла Грэма)                                               |
| Лучший телеактёр | • Эндрю Линкольн — «Ходячие мертвецы» (за роль Рика Граймса)                                 |
| Лучший телеактёр | • Грант Гастин — «Флэш» (за роль Барри Аллена (Флэша))                                       |
| Лучший телеактёр | • Тобайас Мензис — «Чужестранка» (за роль Фрэнка Рэндалла / Джонатана «Блэк Джека» Рэндалла) |
| Лучший телеактёр | • Мадс Миккельсен — «Ганнибал» (за роль д-ра Ганнибала Лектера)                              |
| Лучший телеактёр | • Ноа Уайли — «Рухнувшие небеса» (за роль Тома Мэйсона)                                      |
| Лучшая телеактриса | • Катрина Балф — «Чужестранка» (за роль Клэр Рэндалл)                                        |
| Лучшая телеактриса | • Хейли Этвелл — «Агент Картер» (за роль Пегги Картер)                                       |
| Лучшая телеактриса | • Вера Фармига — «Мотель Бейтса» (за роль Нормы Луиз Бэйтс)                                  |
| Лучшая телеактриса | • Джессика Лэнг — «Американская история ужасов: Фрик-шоу» (за роль Эльзы Марс)               |
| Лучшая телеактриса | • Рэйчел Николс — «Континуум» (за роль Киры Кэмерон)                                         |
| Лучшая телеактриса | • Ребекка Ромейн — «Библиотекари» (за роль Евы Бёрд)                                         |
| Лучший телеактёр второго плана                                                                                                 | • Лоренс Фишберн — «Ганнибал» (за роль Джека Кроуфорда)                                      |
| Лучший телеактёр второго плана                                                                                                 | • Дэвид Брэдли — «Штамм» (за роль Авраама Сетракяна)                                         |
| Лучший телеактёр второго плана                                                                                                 | • Сэм Хьюэн — «Чужестранка» (за роль Джейми Фрейзера)                                        |
| Лучший телеактёр второго плана                                                                                                 | • Эрик Кнудсен — «Континуум» (за роль Алека Садлера)                                         |
| Лучший телеактёр второго плана                                                                                                 | • Норман Ридус — «Ходячие мертвецы» (за роль Дэрила Диксона)                                 |
| Лучший телеактёр второго плана                                                                                                 | • Рихард Заммель — «Штамм» (за роль Томаса Эйхорста)                                         |
| Лучшая телеактриса второго плана                                                                                               | • Мелисса Макбрайд — «Ходячие мертвецы» (за роль Кэрол Пелетье)                              |
| Лучшая телеактриса второго плана                                                                                               | • Эмилия Кларк — «Игра престолов» (за роль Дейенерис Таргариен)                              |
| Лучшая телеактриса второго плана                                                                                               | • Дженна Коулман — «Доктор Кто» (за роль Клары Освальд)                                      |
| Лучшая телеактриса второго плана                                                                                               | • Каролин Даверна — «Ганнибал» (за роль доктора Аланы Блум)                                  |
| Лучшая телеактриса второго плана                                                                                               | • Лекса Дойг — «Континуум» (за роль Сони Вэлентайн)                                          |
| Лучшая телеактриса второго плана                                                                                               | • Эмили Кинни — «Ходячие мертвецы» (за роль Бэт Грин)                                        |
| Лучшая гостевая роль в телесериале                                                                                             | • Уэнтуорт Миллер — «Флэш» (за роль Леонарда Снарта / Капитана Холода)                       |
| Лучшая гостевая роль в телесериале                                                                                             | • Доминик Купер — «Агент Картер» (за роль Говарда Старка)                                    |
| Лучшая гостевая роль в телесериале                                                                                             | • Нил Патрик Харрис — «Американская история ужасов: Фрик-шоу» (за роль Честера Крэба)        |
| Лучшая гостевая роль в телесериале                                                                                             | • Джон Ларрокетт — «Библиотекари» (за роль Дженкинса / Галахада)                             |
| Лучшая гостевая роль в телесериале                                                                                             | • Майкл Питт — «Ганнибал» (за роль Мейсона Вёрджера)                                         |
| Лучшая гостевая роль в телесериале                                                                                             | • Эндрю Дж. Уэст — «Ходячие мертвецы» (за роль Гарета)                                       |
| Лучшее исполнение роли молодым актером или актрисой в телесериале (Best Performance by a Younger Actor in a Television Series) | • Мэйси Уильямс — «Игра престолов» (за роль Арьи Старк)                                      |
| Лучшее исполнение роли молодым актером или актрисой в телесериале (Best Performance by a Younger Actor in a Television Series) | • Камрен Бикондова — «Готэм» (за роль Селины Кайл)                                           |
| Лучшее исполнение роли молодым актером или актрисой в телесериале (Best Performance by a Younger Actor in a Television Series) | • Максим Найт — «Рухнувшие небеса» (за роль Мэтта Мэйсона)                                   |
| Лучшее исполнение роли молодым актером или актрисой в телесериале (Best Performance by a Younger Actor in a Television Series) | • Тайлер Пози — «Волчонок» (за роль Скотта Макколла)                                         |
| Лучшее исполнение роли молодым актером или актрисой в телесериале (Best Performance by a Younger Actor in a Television Series) | • Чендлер Риггз — «Ходячие мертвецы» (за роль Карла Граймса)                                 |
| Лучшее исполнение роли молодым актером или актрисой в телесериале (Best Performance by a Younger Actor in a Television Series) | • Холли Тейлор — «Американцы» (за роль Пейдж Дженнингс)                                      |

### Home Entertainment
| Категория                                                                    | Лауреаты и номинанты |
| ---------------------------------------------------------------------------- | --- |
| Лучшее DVD/Blu-ray-издание фильма (Best DVD/BD Release)                      | • Странный Томас / Odd Thomas |
| Лучшее DVD/Blu-ray-издание фильма (Best DVD/BD Release)                      | • Под землёй / Beneath |
| Лучшее DVD/Blu-ray-издание фильма (Best DVD/BD Release)                      | • Катастрофа / англ. Blue Ruin |
| Лучшее DVD/Blu-ray-издание фильма (Best DVD/BD Release)                      | • Тайна Рагнарока / Gåten Ragnarok |
| Лучшее DVD/Blu-ray-издание фильма (Best DVD/BD Release)                      | • Белая птица в метели / White Bird in a Blizzard |
| Лучшее DVD/Blu-ray-издание фильма (Best DVD/BD Release)                      | • Волчья яма 2 / англ. Wolf Creek 2 |
| Лучшее специальное DVD/Blu-ray-издание (Best DVD/BD Special Edition Release) | • Ночной народ: режиссёрская версия / Nightbreed: The Director’s Cut |
| Лучшее специальное DVD/Blu-ray-издание (Best DVD/BD Special Edition Release) | • Александр: Окончательная версия / Alexander: The Ultimate Cut |
| Лучшее специальное DVD/Blu-ray-издание (Best DVD/BD Special Edition Release) | • Хоббит: Пустошь Смауга: расширенное издание / The Hobbit: The Desolation of Smaug: Extended Edition |
| Лучшее специальное DVD/Blu-ray-издание (Best DVD/BD Special Edition Release) | • Однажды в Америке: расширенная режиссёрская версия / Once Upon a Time in America: Extended Director’s Cut |
| Лучшее специальное DVD/Blu-ray-издание (Best DVD/BD Special Edition Release) | • Колдун / Sorcerer |
| Лучшее специальное DVD/Blu-ray-издание (Best DVD/BD Special Edition Release) | • Техасская резня бензопилой: коллекционное издание к 40-летнему юбилею / The Texas Chainsaw Massacre: 40th Anniversary Collector's Edition |
| Лучший DVD-сборник (Best DVD/BD Collection Release)                          | • Хэллоуин: Полная коллекция / Halloween: The Complete Collection |
| Лучший DVD-сборник (Best DVD/BD Collection Release)                          | • Изгоняющий дьявола: Полная антология / англ. The Exorcist: The Complete Anthology |
| Лучший DVD-сборник (Best DVD/BD Collection Release)                          | • Стэнли Кубрик: коллекция шедевров / Stanley Kubrick: The Masterpiece Collection |
| Лучший DVD-сборник (Best DVD/BD Collection Release)                          | • Стивен Спилберг: режиссёрская коллекция / Steven Spielberg Director’s Collection |
| Лучший DVD-сборник (Best DVD/BD Collection Release)                          | • Коллекция серии фильмов «Годзилла» студии Toho / Toho Godzilla Collection |
| Лучший DVD-сборник (Best DVD/BD Collection Release)                          | • Классические Монстры студии Universal: Коллекция из 30 фильмов / Universal Classic Monsters: Complete 30 Film Collection (в сборник вошли: «Дракула», «Франкенштейн» (1931), «Мумия» (1932), «Человек-невидимка» (1933), «Невеста Франкенштейна», «Лондонский оборотень» (1935), «Дочь Дракулы» (1936), «Сын Франкенштейна» (1939), «Возвращение человека-невидимки», «Рука мумии», «Девушка-невидимка» (1940), «Человек-волк» (1941), «Призрак Франкенштейна», «Агент-невидимка», «Гробница мумии» (1942), «Франкенштейн встречает человека-волка», «Призрак Оперы», «Сын Дракулы» (1943), «Месть человека-невидимки», «Призрак мумии», «Дом Франкенштейна», «Проклятие мумии» (1944), «Дом Дракулы» (1945), «Женщина-волк из Лондона» (1946), «Эбботт и Костелло встречают Франкенштейна» (1948), «Эбботт и Костелло встречают человека-невидимку» (1951), «Тварь из Чёрной Лагуны» (1954), «Месть твари», «Эбботт и Костелло встречают мумию» (1955), «Тварь бродит среди нас» (1956)) |
| Лучшее DVD-издание телесериала (Best DVD/BD Television Release)              | • Твин Пикс: Вся тайна / Twin Peaks: The Entire Mystery (в издание вошли: сериал «Твин Пикс» (все 2 сезона) и фильм «Твин Пикс: Сквозь огонь») |
| Лучшее DVD-издание телесериала (Best DVD/BD Television Release)              | • Бэтмен: Полный телесериал / The Complete Television Series |
| Лучшее DVD-издание телесериала (Best DVD/BD Television Release)              | • Ганнибал: 2-й сезон / Hannibal: Season 2 |
| Лучшее DVD-издание телесериала (Best DVD/BD Television Release)              | • Мерлин: Полный сериал / Merlin: The Complete Series |
| Лучшее DVD-издание телесериала (Best DVD/BD Television Release)              | • Спартак: Полный сериал / Spartacus: The Complete Series |
| Лучшее DVD-издание телесериала (Best DVD/BD Television Release)              | • Звёздный путь: Следующее поколение: 7-й сезон / Star Trek: The Next Generation: Season 7 |
| Лучшее DVD-издание телесериала (Best DVD/BD Television Release)              | • Волшебники и воины: Полный сериал / Wizards and Warriors: The Complete Series |